# Dominador Aytona
Dominador R. Aytona (Libon, 23 mei 1918 – 26 september 2017) was een Filipijns politicus, bestuurder en topman. 
Aytona was onder meer minister van Financiën in het kabinet van Carlos Garcia en lid van de Filipijnse Senaat. Tevens was hij topman van diverse Filipijnse bedrijven. Zijn benoeming tot gouverneur van de centrale bank van de Filipijnen door president Carlos Garcia, een dag voor diens aftreden, werd door opvolger Diosdado Macapagal direct weer ongedaan gemaakt.

## Biografie
Dominador Aytona werd geboren op 23 mei 1918 in Libon in de Filipijnse provincie Albay. Zijn ouders waren Jose A. Aytona en Vivencia Rosauro. Na het voltooien van de Libon Elementary School als valedictorian en de Albay High School als honor student volgde hij een opleiding aan de Albay Normal School. Nadien gaf Aytona vanaf 1935 enkele jaren les in Indan, het tegenwoordige Vinzons in Camarines Norte. Kort na zijn trouwerij met Magdalena Rora in 1938 vertrokken ze naar de Filipijnse hoofdstad Manilla. Aytona vond er een baan als kantoorklerk op het General Auditing Office. In de jaren erna werkte hij er zich via budget-toezichthouder, veld-auditor, fiscaal-statisticus op tot naar sectiehoofd en bureau auditor. In de avonden studeerde hij aan de University of Manila. In 1947 behaalde hij aan deze instelling summa cum laude zijn bachelor-diploma bedrijfskunde, in 1949 magna cum laude een bachelor-diploma rechten en in 1951 cum laude een masters-diploma rechten. In 1950 slaagde Aytona als een na beste van zijn jaar voor het toelatingsexamen voor de Filipijnse balie.
Van 1950 tot 1954 was Aytona financieel adviseur voor de Senaat van de Filipijnen. Op 1 januari 1954 werd hij door president Ramon Magsaysay benoemd tot Commissioner of the Budget, de voorloper van de Minister van Budget en Management. Deze positie bekleedde hij tot 1961. In deze periode was Aytona ook voorzitter van de Civil Service Board of Appeals, voorzitter van de Presidential Rice Committee, voorzitter van de Government Survey and Reorganization Commission. Tevens nam hij in deze periode namens de Filipijnen deel aan diverse buitenlandse missies en conferenties. 
Op 24 januari 1960 werd Aytona door president Carlos Garcia benoemd tot minister van Financiën. Twee jaar later, op 29 december 1961, werd hij door Garcia benoemd tot gouverneur (hoogste baas) van de Filipijnse Centrale Bank. De benoeming van Aytona door Garcia was omstreden, omdat de president de dag erna werd opgevolgd door Diosdado Macapagal. Een dag na zijn aantreden vaardigde president Macapagal daarop een besluit uit waarmee de benoeming van Aytona en 350 andere benoemingen, die Garcia vlak voor zijn aftreden deed, ongedaan gemaakt werden. In plaats daarvan werd Andres Castillo benoemd tot gouverneur van de Centrale Bank. Aytona ging in beroep, maar verloor zijn zaak uiteindelijk. Deze rechtszaak werd een voorbeeld in de Filipijnse rechtspraak, waar ook tegenwoordig nog regelmatig naar wordt verwezen.
In 1965 werd Aytona namens de Nacionalista Party gekozen in de Senaat van de Filipijnen. Na afloop van zijn termijn in 1971 richtte Aytona een advocatenkantoor op en was hij zelf in deze praktijk werkzaam als advocaat. Tevens was hij topman van diverse Filipijnse bedrijven. Zo was Aytona onder meer voorzitter van de raad van bestuur van de Philippine Banking Corporation, Filfactors Finance, Alliance Textile Mills, Inc. en Tri-Union Philippines Corporation. In 1980 was Aytona een van de oprichters van de UNIDO, een coalitie van partijen die oppositie voerden tegen het bewind van president Ferdinand Marcos.
Aytona trouwde met Magdalena Raro en kreeg met haar twee kinderen.
Hij overleed in 2017 op 99-jarige leeftijd.